# Nedroma
Nedroma ou Nadroma (em árabe: ندرومة‎) é uma cidade e comuna localizada na província de Tremecém, no noroeste da Argélia. Em 2008, sua população era de 32 484 habitantes.